# Денні Г'юстон
Деніел «Денні» Г'юстон (англ. Daniel «Danny» Huston 14 травня 1962 Рим, Італія) — американський актор і режисер. Номінувався у 2013 на премію «Золотий глобус».

## Життєпис
Денні Г'юстон народився 14 травня 1962 року в Римі в сім'ї легендарного Джон Г'юстона. У цей час його батько знімав там фільм «Фрейд: Таємна пристрасть». Батьки жили в цивільному шлюбі, і крім Денні, у них були ще діти Анжеліка і Тоні, які згодом теж стали акторами. Денні Г'юстон — не просто син знаменитого голлівудського режисера, він належить до великої акторської династії (Г'юстон Волтер — дідусь Денні), у якій три покоління були володарями «Оскара». Дитинство Денні пройшло в Ірландії, він навчався в школі Сомерсет і вже в семирічному віці спробував зняти власний фільм. Правда, ця забава швидко набридла хлопчині, і він захопився живописом.
Після закінчення навчання він повернувся в кіноіндустрію. Прізвище Г'юстон легко відкривало перед ним будь-які двері, і Денні вирішив спробувати себе в режисурі. У 1985 році він знімає свій перший документальний фільм «Santa Claus: The Making of the Movie». Через два роки виходять пригодницький бойовик «Снігова людина» і фентезійного драма «Привид містера Корбетта». У 1988 році Г'юстон зняв комедію «Містер Норт» з Лорен Беколл і Ентоні Едвардсом у головних ролях, у 1991 — драму «Знаходячи себе». Цей фільм став останньою режисерською роботою Г'юстона.
Професія актора приваблювала його дедалі більше й більше. У 1995 році Денні зіграв свою першу роль у фільмі-мелодрамі Майка Фіггіса «Покидаючи Лас-Вегас» з Ніколасом Кейджем і Елізабет Шу, після чого почав активно зніматися в кіно. На його рахунку участь у більш ніж 20 фільмах. У 1997 році знявся у режисера Бернарда Роуза в екранізації Льва Толстого «Анна Кареніна», а також у Майка Фіггіса в драмі «Тайм-код» і комедії «Готель». У 1998 році на екрани вийшла кримінальна комедія «Підступний план Сьюзен», де актор знімається разом з Настасьєю Кінскі, Біллі Зейном і Майклом Бейном. У 2000 році Бернард Роуз знову звернувся до екранізації Толстого, цього разу повісті «Смерть Іван Ілліча» і знову запрошує на головну роль Денні. У 2003 році Г'юстон виконав роль Бекмана в фільмі «Ivans xtc». Картина номінована в декількох категоріях — «Незалежний дух», включаючи Денні Г'юстона як «найкращого актора». На початку 2000-х років вийшли фільми «Рай», драма «Вакханки», трилер «Срібне місто», кримінальна драма «Пропозиція», «21 грам», «Авіатор», «Відданий садівник», «Повернення», детектив «Відхід у чорне», драма «Крейцерова соната», «Походження Людей Ікс: Росомаха».

## Особисте життя
Денні Г'юстон був двічі одружений. З першою дружиною, акторкою Вірджинією Медсен, шлюб тривав недовго. Друга дружина, Кейті Джейн Еванс, наклала на себе руки. Нині Денні Г'юстон разом з Ольгою Куриленко, партнеркою по серіалу «Чарівне місто», та дочкою Стеллою живе в Лос-Анджелесі.

## Доробок

### Фільми
| Рік  |   | Українська назва                                  | Оригінальна назва                     | Роль                              |
| ---- | - | ------------------------------------------------- | ------------------------------------- | --------------------------------- |
| 1995 | ф | Покидаючи Лас-Вегас                               | Leaving Las Vegas                     | бармен                            |
| 1997 | ф | Анна Кареніна                                     | Anna Karenina                         | Стіва                             |
| 1997 | ф | Підступний план Сюзан                             | Susan's Plan                          | гравець                           |
| 2000 | ф | Ivans Xtc                                         | Ivans Xtc                             | Іван Бекман                       |
| 2000 | ф | Тайм-код                                          | Timecode                              | Ренді                             |
| 2001 | ф | Готель                                            | Hotel                                 | менеджер                          |
| 2002 | ф | Вакханки                                          | The Bacchae                           | пастух                            |
| 2003 | ф | 21 грам                                           | 21 Grams                              | Майкл                             |
| 2004 | ф | Срібне місто                                      | Silver City                           | Денні О'Браєн                     |
| 2004 | ф | Авіатор                                           | The Aviator                           | Джек Фрай                         |
| 2004 | ф | Народження                                        | Birth                                 | Джозеф                            |
| 2005 | ф | Пропозиція                                        | The Proposition                       | Артур Бернс                       |
| 2005 | ф | Відданий садівник                                 | Constant Gardener                     | Сенді Вудроу                      |
| 2006 | ф | Марія-Антуанетта                                  | Marie Antoinette                      | Йосиф II                          |
| 2006 | ф | Затемнення                                        | Fade to Black                         | Орсон Веллс                       |
| 2006 | ф | Останній нащадок Землі                            | Children of Men                       | Найджел                           |
| 2007 | ф | Королівство                                       | The Kingdom                           | генерал Гідеон Янг                |
| 2007 | ф | Я дійсно ненавиджу свою роботу                    | I Really Hate My Job                  | Аль Боуллі / Сам                  |
| 2007 | ф | Фатальне число 23                                 | The Number 23                         | Ісаак Френч / доктор Майлс Фенікс |
| 2007 | ф | 30 днів ночі                                      | 30 Days of Night                      | Марлоу                            |
| 2008 | ф | Крейцерова соната                                 | The Kreutzer Sonata                   | Едґар                             |
| 2008 | ф | Як втратити друзів і змусити всіх тебе ненавидіти | How to Lose Friends & Alienate People | Лоуренс Меддокс                   |
| 2009 | ф | Походження Людей Ікс: Росомаха                    | X-Men Origins: Wolverine              | Вільям Страйкер                   |
| 2009 | ф | Бугі-вугі                                         | Boogie Woogie                         | Арт                               |
| 2010 | ф | Битва титанів                                     | Clash of the Titans                   | Посейдон                          |
| 2010 | ф | Робін Гуд                                         | Robin Hood                            | Річард I Левове Серце             |
| 2010 | ф | Шлях воїна                                        | The Warrior’s Way                     | полковник                         |
| 2011 | ф | Плей-оф                                           | Playoff                               | Макс Стіллер                      |
| 2011 | ф | Монстр в Парижі                                   | Un monstre à Paris                    | префект                           |
| 2012 | ф | Два гнізда                                        | Two Jacks                             | Джек                              |
| 2012 | ф | Медальйон                                         | Stolen                                | Тім Гарленд                       |
| 2012 | ф | Гнів Титанів                                      | Wrath of the Titans                   | Посейдон                          |
| 2012 | ф | Гічкок                                            | Hitchcock                             | Вітфілд Кук                       |
| 2013 | ф | Конгрес                                           | The Congress                          | Джефф                             |
| 2013 | ф | The Liberator                                     | The Liberator                         | Мартін Торкінгтон                 |
| 2014 | ф | Великі очі                                        | Big Eyes                              | Дік Нолан                         |
| 2014 | ф | Tigers                                            | Tigers                                | Алекс                             |
| 2015 | ф | Pressure                                          | Pressure                              | Енгель                            |
| 2017 | ф | Диво-жінка                                        | Wonder Woman                          | Еріх Людендорф                    |
| 2017 | ф | Новизна                                           | Newness                               | Ларрі                             |
| 2018 | ф | Нічні ігри                                        | Game Night                            | Дональд Андертон                  |
| 2018 | ф | Річард говорить «Прощавай»                        | The Professor                         | Пітер                             |
| 2018 | ф |                                                   | Stan & Ollie                          | Гарольд Роуч                      |
| 2019 | ф | Іо                                                | Io                                    | Гаррі Волден                      |
| 2019 | ф | Падіння Янгола                                    | Angel Has Fallen                      | Вейд Дженнінгс                    |
| 2019 | ф |                                                   | Samurai Marathon                      | Меттью Колбрайт Перрі             |
| 2021 | ф |                                                   | Traveling Light                       | Гаррі                             |
| 2022 | ф | За річкою, в тіні дерев                           | Across the River and Into the Trees   | капітан Вес О'Ніл                 |
| 2022 | ф |                                                   | Life Upside Down                      | Пол Хассельберг                   |
| 2022 | ф | Марлоу                                            | Marlowe                               | Флойд Хенсон                      |
| 2023 | ф | Освячення                                         | Consecration                          | Отець Ромеро                      |
| 2023 | ф | До кінця світу                                    | The Dead Don't Hurt                   | Рудольф Шиллер                    |
| 2024 | ф | Горизонт: Американська сага                       | Horizon: An American Saga             | Хаутон                            |
| 2024 | ф | Ворон                                             | The Crow                              | Вінсент Роуг                      |
| 2025 | ф | Голий пістолет                                    | The Naked Gun                         | Річард Кейн                       |

### Телебачення
| Рік       |    | Українська назва                        | Оригінальна назва                 | Роль                                      |
| --------- | -- | --------------------------------------- | --------------------------------- | ----------------------------------------- |
| 2004      | с  | CSI: Місце злочину                      | CSI: Crime Scene Investigation    | Тай Колфілд (Епізод: "Suckers")           |
| 2006      | с  |                                         | Covert One: The Hades Factor      | Френк (2 серії)                           |
| 2008      | с  |                                         | John Adams                        | Самюел Адамс (3 серії)                    |
| 2010      | тф | Ви не знаєте Джека                      | You Do not Know Jack              | Джефрі Фігер                              |
| 2012—2013 | с  | Чарівне місто                           | Magic City                        | Бен (16 серій)                            |
| 2013—2014 | с  | Американська історія жаху: Шабаш        | American Horror Story: Coven      | дроворуб (7 серій)                        |
| 2014      | с  | Майстри сексу                           | Masters of Sex                    | доктор Дуглас Грейтхаус (3 серії)         |
| 2014—2015 | с  | Американська історія жаху: Шоу виродків | American Horror Story: Freak Show | Массімо Дольчефіно (3 серії)              |
| 2016      | с  |                                         | Paranoid                          | Нік Вейнґроу (3 серії)                    |
| 2018—2019 | с  | Єлловстоун                              | Yellowstone                       | Ден Дженкінс (19 серій)                   |
| 2019      | с  | Спадщина                                | Succession                        | Джеймі Лерд (6 серій)                     |
| 2019      | с  |                                         | Doc Martin                        | Роберт Брук (Епізод: "Wild West Country") |
| 2021      | с  | Дзвінки                                 | Calls                             | Френк (Епізод: "The Universe Did It")     |

## Нагороди та номінації
| Рік  | Нагорода                                         | Категорія                                                         | Робота                     | Результат | Пос.   |
| ---- | ------------------------------------------------ | ----------------------------------------------------------------- | -------------------------- | --------- | ------ |
| 2003 | «Незалежний дух»                                 | Найкраща чоловіча роль                                            | Ivans Xtc                  | Номінація | [ 4 ]  |
| 2005 | «Супутник»                                       | Найкращий кіноактор другого плану                                 | Відданий садівник          | Перемога  | [ 5 ]  |
| 2005 | «Премія Гільдії кіноакторів США»                 | За найкращий акторський склад в ігровому кіно                     | Авіатор                    | Номінація | [ 6 ]  |
| 2008 | «Міжнародний телевізійний фестиваль Монте-Карло» | Найкращий актор в міні-серіалі                                    | Джон Адамс                 | Номінація | [ 7 ]  |
| 2011 | «Монреальський кінофестиваль»                    | Найкращий актор                                                   | Плей-офф                   | Перемога  | [ 8 ]  |
| 2013 | «Золотий глобус»                                 | Найкраща чоловіча роль другого плану (мінісеріалу або телефільму) | Чарівне місто              | Номінація | [ 9 ]  |
| 2014 | «Сатурн»                                         | Премія «Сатурн» за найкращу гостьову роль на телебаченні          | Американська історія жахів | Номінація | [ 10 ] |